# جون جيمس (لاعب كرة قدم إنجليزي)
جون جيمس (بالإنجليزية: John James)‏ (24 أكتوبر 1948 في المملكة المتحدة - 11 فبراير 2021) هو لاعب كرة قدم بريطاني في مركز الهجوم. لعب مع بورت فايل ونادي ترانمير روفرز لكرة القدم ونادي تشستر سيتي وستافورد رينجرز وشيكاغو ستينغ.

## وصلات خارجية
- جون جَيمس على موقع قاعدة بيانات كرة القدم.إي يو (الإنجليزية)